# Cantón San Cristóbal
Cantón San Cristóbal är en kanton i Ecuador.   Den ligger i provinsen Galápagos, i den västra delen av landet, 1 200 km väster om huvudstaden Quito. Cantón San Cristóbal ligger på ön San Cristóbal Island.